# 文京区立昭和小学校
文京区立昭和小学校（ぶんきょうくりつ しょうわしょうがっこう）は、東京都文京区本駒込2丁目28番地31号にある昭和4年（1929年）に開校した公立小学校である。

## 概要
昭和小学校の前に、建設省土木研究所発祥の地の碑がある。

2021年現在で開校92周年となるなど、歴史のある学校であるが、現在の校舎は1997年（平成9年）に落成した建物である。

## 沿革
出典
- 1927年（昭和2年） - 東京都昭和尋常小学校設立認可。
- 1928年（昭和3年） - 校舎建築着工。
- 1929年（昭和4年）
  - 時期不明 - 校舎竣工。
  - 4月1日[1] - 東京市富士前尋常小学校設立。
- 1930年（昭和5年） - 第1回開校記念式挙行。
- 1932年（昭和7年） - 校旗制定。
- 1933年（昭和8年） - 校歌が認可。
- 1941年（昭和16年） - 国民学校令施行により、東京市昭和国民学校と改称。
- 1943年（昭和18年） - 東京市と東京府が統合した東京都発足（東京都制施行）により、東京都昭和国民学校と改称。
- 1944年（昭和19年） - 戦局の悪化により、戦時学童集団疎開開始。
- 1945年（昭和20年） - 東京都富士前国民学校併設。
- 1946年（昭和21年） - 終戦により、学童疎開引き揚げ。東京都富士前国民学校廃校。東京都駒本国民学校併設。
- 1947年（昭和22年） - 学制改革により、東京都文京区立昭和小学校と改称。東京都駒本国民学校廃校。東京都文京区立第九中学校併設。
- 1948年（昭和23年） - PTA創立総会。
- 1951年（昭和26年） - 東京都文京区立第九中学校校舎落成移転。
- 1952年（昭和27年） - 給食調理室と学校図書館を新設。
- 1958年（昭和33年） - 東京都文京区立駕籠町小学校新設により、一部児童を移転。
- 1968年（昭和43年） - 新校舎（3教室）増築、屋内体育館改修。
- 1970年（昭和45年） - 給食用リフト工事完了。
- 1971年（昭和46年） - プール及び更衣室と浄化装置新設、校庭舗装。
- 1973年（昭和48年） - 新校舎（6教室）及び体育館完成。
- 1982年（昭和57年） - 校地拡張工事完了。
- 1994年（平成6年） - 仮設校舎完成移転。
- 1996年（平成8年） - 新校舎竣工。
- 1997年（平成9年） - 新校舎完成し、新校舎落成式典挙行。
- 2004年（平成16年） - 普通教室に冷暖房機設置。
- 2014年（平成26年） - 学校支援地域本部発足。
- 2015年（平成27年） - 体育館天井全面改修。
- 2016年（平成28年） - にじのホール教室化工事。電子黒板を全学級に設置。
- 2017年（平成29年） - 「学びの教室」（特別支援教室）発足。給食室拡張工事。
- 2018年（平成30年） - 体育館冷暖房設備改修。「学びの教室」・「アクティ昭和」（5階）改修工事。放課後全児童向け事業「アクティ昭和」開始。
- 2019年（平成31年・令和元年） - タブレットPCを230台設置。
- 2020年（令和2年）
  - 3月1日 - 新型コロナウイルス感染拡大防止対策により、5月31日まで臨時休校の措置を採る。
  - 時期不明 - オンライン授業実施。

## 交通
- 文京区コミュニティバスBーぐる「千駄木・駒込ルート」で、「昭和小学校（上富士前）」バス停から徒歩約1分。
- 都営バス「上58」・「茶51」の各系統で、「上富士前」バス停から徒歩約1分。
- JR東日本山手線・東京メトロ南北線駒込駅（南口）から徒歩約7分。
- 東京メトロ南北線本駒込駅（2番出口）から徒歩約10分。

## 教育目標
出典
- ◎自ら進んで学び、よく考える子
- ◎自然や人を愛し、共に生きる子
- ◎責任をもって、根気強くやり抜く子
- ◎運動に親しみ、じょうぶな体をつくる子

## 校歌
- 作詞:小林愛雄・作曲:田村虎蔵

1. 国は日の本 桜咲く国
　　日の照るもとに身を鍛え 身を鍛え
　　　わかき腕をふるいつつ
　　　　力の限り堪え忍ぶ 堪え忍ぶ
2. みよは昭和の さかえゆくみよ
　　明るき窓に知をみがき 知をみがき
　　　遠き望みをいだきつつ
　　　　暮れゆく今日の日を惜しむ 日を惜しむ
3. ここは昭和の 高きまなびや
　　教えを守り
　　　身を修め 身を修め
　　　　きよき心をたのみつつ
　　　　　正しき道を踏みゆかん 踏みゆかん

## 通学区域
出典
- 本駒込2丁目（18番2号、10番～12番、18番～20番、19番(1号、2号、7号、8号)、20番～28番）
- 本駒込3丁目（23番～28番、29番(5号～10号、13号)、30番～40番、41番(1号～4号)、41番5号(一部は千駄木小学校の学区)）
- 本駒込4丁目（1番～3番、12番～16番、26番～37番、44番～49番）
- 本駒込5丁目（全域）
- 本駒込6丁目（7番(14号、18号)、8番(14号、16号、18号)、9番(13号、15号、17号～19号)、10番(13号、18号)、11番(12号、13号、16号)、12番(12号、14号、15号)、13番～25番）

## 進学先中学校
出典
- 文京区立第九中学校（本駒込3丁目41番5号の一部は文京区立文林中学校の学区）